# 563d Rescue Group
Le 563d Rescue Group est un escadron de l'United States Air Force créé en 1944.